# Badamba
Badamba es una ciudad censal situada en el distrito de Cuttack en el estado de Odisha (India). Su población es de 6284 habitantes (2011). Se encuentra a 63 km de Cuttack  y a 58 km de Bhubaneswar.

## Demografía
Según el censo de 2011 la población de Badamba era de 6284 habitantes, de los cuales 3296 eran hombres y 2988 eran mujeres. Badamba tiene una tasa media de alfabetización del 89,68%, superior a la media estatal del 72,87%: la alfabetización masculina es del 94,43%, y la alfabetización femenina del 84,45%.